# Savez reformskih snaga Jugoslavije
Savez reformskih snaga Jugoslavije (SRSJ), poznatiji kao reformisti, je bila politička stranka socijaldemokratske orijentacije, koju je jula 1990. godine osnovao Ante Marković, poslednji predsednik Saveznog izvršnog veća SFRJ. Po svojoj suštini, Savez reformskih snaga Jugoslavije bio je i jedini tadašnji organizovani pokušaj demokratske tranzicije SFRJ u modernu evropsku i demokratsku državu svih naroda i republika koje su je konstituisale. Stranka se zalagala za sveobuhvatne reforme jugoslovenskog društva i države, kao i za demokratsku tranziciju iz etatističke ekonomije u tržišnu ekonomiju zasnovanu na modelu akcionarstva radnika i građana. Nije postigla veliki učinak na republičkim izborima, a najbolje rezultate ostvarila je 1990–91. godine u Bosni i Hercegovini i Severnoj Makedoniji. U SFRJ nikada nisu održani demokratski izbori na nivou federacije.
Od SRSJ nastale su neke stranke koje i danas deluju ili su delovale u pojedinim državama bivše Jugoslavije, kao na primer: Građanski savez Srbije (raspušten 2007.), Savez nezavisnih socijaldemokrata (Republika Srpska, Bosna i Hercegovina), i druge stranke.
Među onima koji su bili uključeni u kampanju i javno dali podršku Savezu reformskih snaga na prvim višestranačkim opštim izborima u Bosni i Hercegovini, 18. novembra 1990. godine, bio je Nele Karajlić, dok su kandidati reformista bili: Mirko Pejanović i Nikola Stojanović (za srpskog člana Predsjedništva BiH), Josip Pejaković (za člana Predsjedništva iz redova Jugoslovena)...